# Парк Вітторіо Форментано

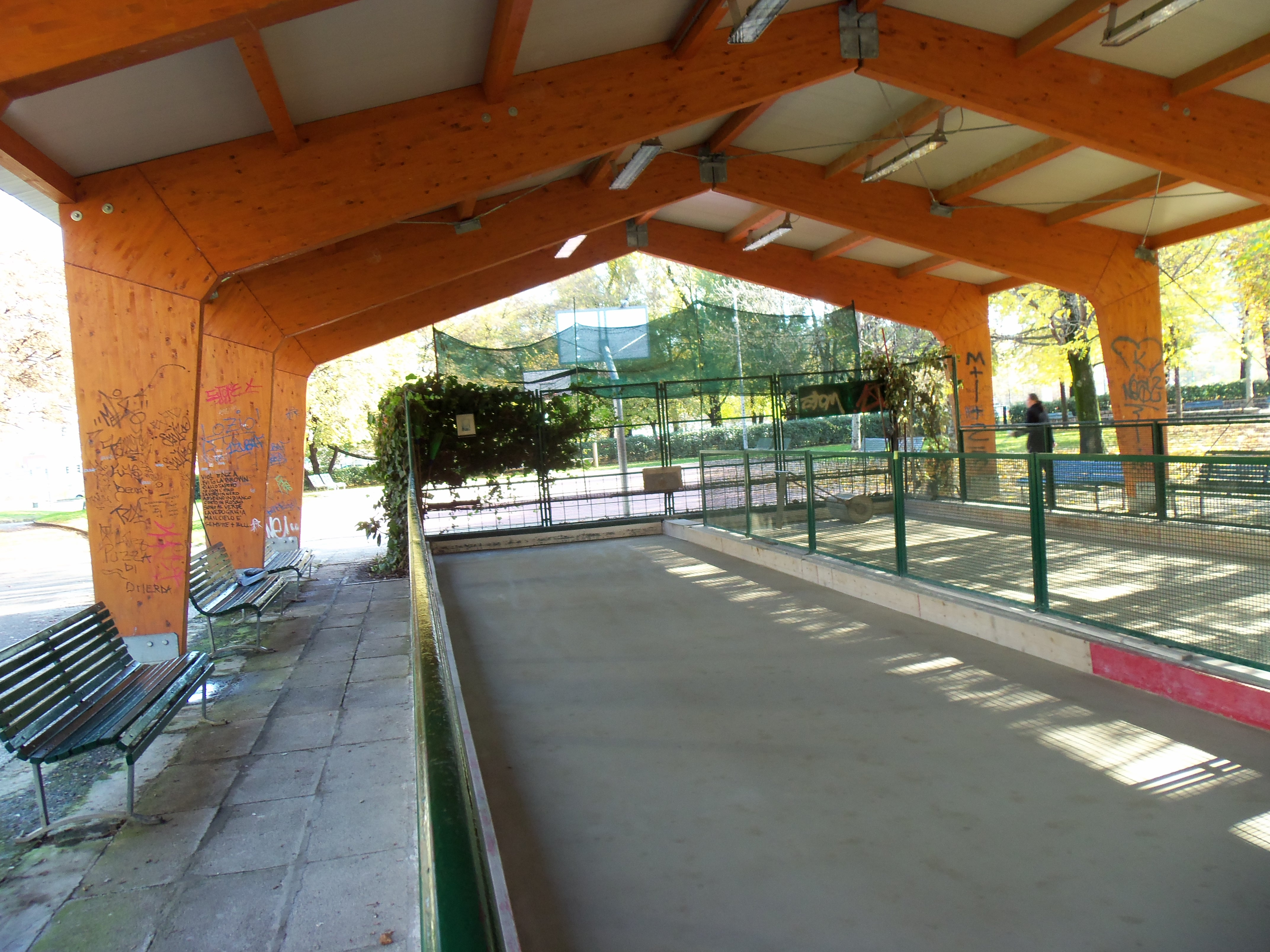
Поле для бочче в парку.

Парк Форментано, також відомий як Parco di Largo Marinai d'Italia, розташований між корсо 22 Березня та проспектом Умбрія в м. Мілан, Італія. Тут є два дитячі майданчики, два накриті поля для гри в бочче, поле для гри у волейбол та баскетбол і чотири ділянки для собак.
Парк Форментано був створений в 1969 році на місці колишнього ринку. Амбітний початковий проект архітектора Луїджі Каччя Домініоні передбачав наявність численних пагорбів та фонтанів в парку, їх кількість значно скоротилася під час будівництва.
В парку є великий фонтан з пам'ятником скульптора Франческо Соміані, присвячений загиблим морякам Італії під час Другої світової війни.
А також — бронзова скульптура італо-угорської скульпторки Eva Olàh на честь засновника AVIS Вітторіо Форментано (зображені 2 донори крові).
У парку розташований палац в стилі ліберті, в якому раніше знаходився центральний бар старого ринку. В різні періоди тут знаходилася школа музики, проводилися концерти, виставки та конференції; у 1974—1980 р. будівля гостинно приймає театральний колектив Даріо Фо та Франки Рами. Нещодавно парк став місцем проекту « Дім поезії».

## Флора
Серед основних порід дерев — клен гостролистий, клен польовий, американський клен, явір, гінкго білоба, кінський каштан, в'яз, європейська чорна сосна, платан, софора японська, липа серцелиста, граб звичайний, вільха чорна та серцеподібна, ліквідамбар, кедр атласький і ліванський, магнолії, паулонія томентоза, тюльпанове дерево і японська вишня..